# Marina Malfatti
Marina Malfatti (Firenze, 25 aprile 1933 – Roma, 8 giugno 2016) è stata un'attrice italiana.

## Biografia
Nata a Firenze da un'antica e nobile famiglia originaria di Massa Marittima, a 17 anni si iscrisse a Parigi al Le Cours Simon, scuola di recitazione fondata da René Simon. Due anni dopo, al rientro in Italia, ottenne una borsa di studio per il Centro sperimentale di cinematografia e debuttò al cinema con le prime piccole parti.
In teatro venne scoperta da Arnoldo Foà, che la volle con sé in Due sull'altalena di William Gibson, in un ruolo che era già stato di Lea Massari che lo aveva portato in scena con Eros Pagni. Da qui ebbe inizio una carriera ricca di ruoli sia brillanti che drammatici.
Sul piccolo schermo arrivò per la prima volta nel 1966 con Le inchieste del commissario Maigret, nell'episodio L'ombra cinese, cui fece seguito l'interpretazione nello sceneggiato televisivo Sherlock Holmes, accanto a Nando Gazzolo. Nel 1974 prese parte allo sceneggiato Malombra, tratto dall'omonimo romanzo di Antonio Fogazzaro e diretto da Diego Fabbri. Quest'ultimo lavoro le dette grande popolarità e le permise di alternare l'attività teatrale con quella televisiva.
Sempre negli anni settanta fu protagonista, sul grande schermo, di una particolare stagione del cinema italiano, caratterizzata da film horror a sfondo demoniaco: la Malfatti recitò in pellicole quali La notte che Evelyn uscì dalla tomba (1971); Sette orchidee macchiate di rosso (1972); La dama rossa uccide sette volte (1972); Un fiocco nero per Deborah (1974) e altre, oltre alla miniserie televisiva Il fauno di marmo (1977), divenendo un'icona del genere.
Dagli anni ottanta in poi si dedicò principalmente a rappresentazioni teatrali, alternando personaggi classici (Elettra, Lisistrata) a personaggi moderni, talvolta in lavori scritti espressamente per lei come La cintura di Alberto Moravia e Corpo d'altri di Giuseppe Manfridi. Nel 1990 iniziò un sodalizio artistico con Luigi Squarzina, con il quale mise in scena opere di Pirandello, Shaw, Goldoni, Cocteau.
Morì nel 2016 all'età di 83 anni, dopo essere stata ricoverata nell'ospedale Sant'Andrea di Roma.

## Vita privata
Era moglie dell'ambasciatore Umberto La Rocca, dal quale non ebbe figli. Il matrimonio si concluse con la morte dell'uomo.

## Filmografia parziale

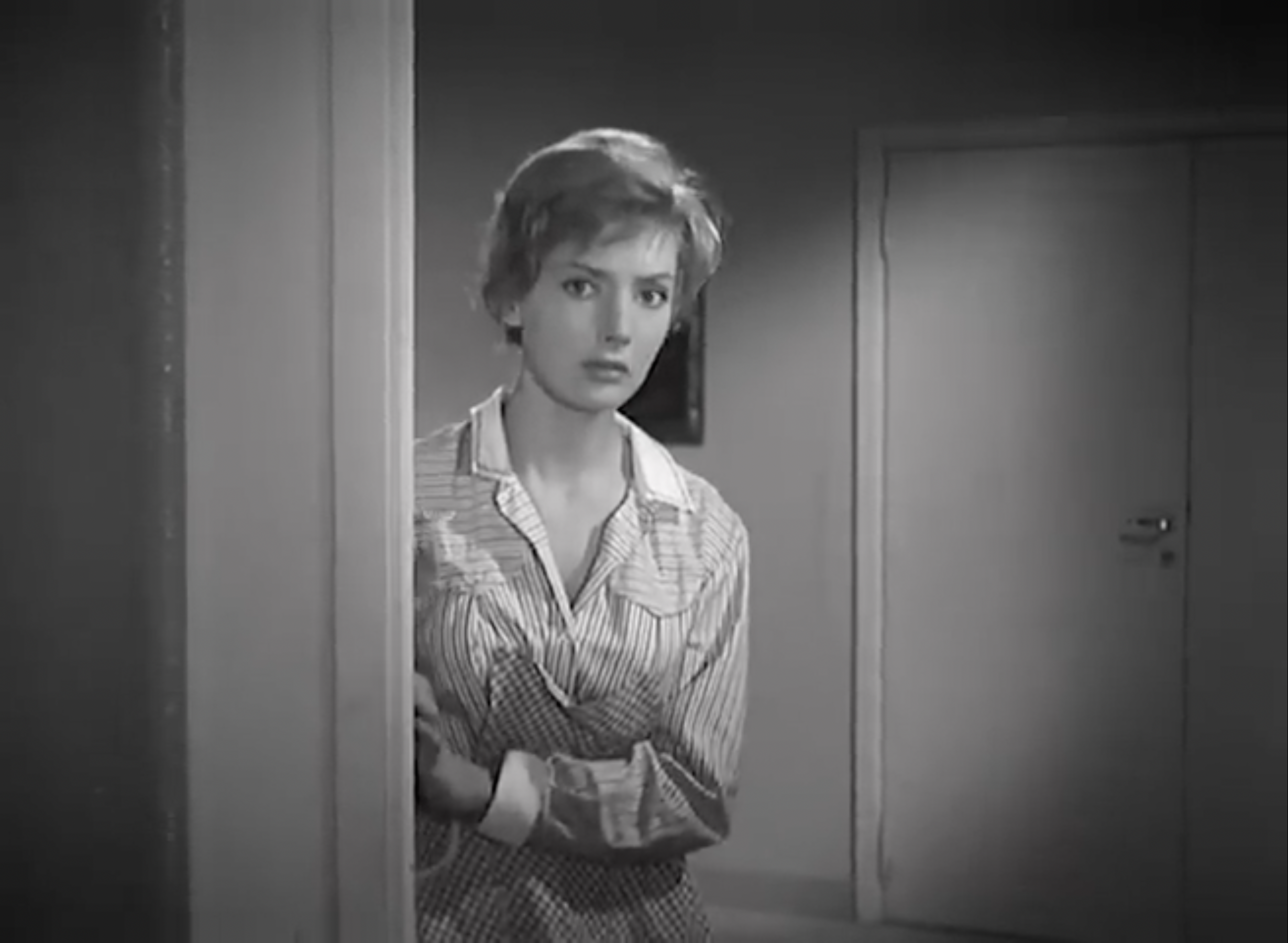
Marina Malfatti nel film Le cameriere (1959)

### Cinema
- Le cameriere, regia di Carlo Ludovico Bragaglia (1959)
- Una ragazza per l'estate (Une Fille pour l'été), regia di Édouard Molinaro (1960)
- Un uomo da bruciare, regia di Valentino Orsini, Paolo Taviani (1962)
- I fuorilegge del matrimonio, regia di Valentino Orsini, Paolo Taviani (1963)
- Una bella grinta, regia di Giuliano Montaldo (1965)
- Io, io, io... e gli altri, regia di Alessandro Blasetti (1966)
- Pronto... c'è una certa Giuliana per te, regia di Massimo Franciosa (1967)
- C'era una volta, regia di Francesco Rosi (1967)
- Più tardi Claire, più tardi..., regia di Brunello Rondi (1968)
- I dannati della terra, regia di Valentino Orsini (1969)
- Per amore o per forza, regia di Massimo Franciosa (1971)
- In fondo alla piscina (La Última señora Anderson), regia di Eugenio Martín (1971)
- La notte che Evelyn uscì dalla tomba, regia di Emilio Miraglia (1971)
- Era Sam Wallash!... Lo chiamavano... E così sia!, regia di Demofilo Fidani (1971)
- Testa in giù, gambe in aria, regia di Ugo Novello (1972)
- Tutti i colori del buio, regia di Sergio Martino (1972)
- Sette orchidee macchiate di rosso, regia di Umberto Lenzi (1972)
- Decameron nº 3 - Le più belle donne del Boccaccio, regia di Italo Alfaro (1972)
- La dama rossa uccide sette volte, regia di Emilio Miraglia (1972)
- Il ritorno di Clint il solitario, regia di Alfonso Balcázar (1972)
- Il clan del quartiere latino (Sans sommation), regia di Bruno Gantillon (1973)
- La notte dell'ultimo giorno, regia di Adimaro Sala (1973)
- Il venditore di palloncini, regia di Mario Gariazzo (1974)
- Due volti per vivere... uno per morire, regia di Franz Peter Wirth (1974)
- Un fiocco nero per Deborah, regia di Marcello Andrei (1974)
- Il figlio di Zorro, regia di Gianfranco Baldanello (1973)
- Il prato macchiato di rosso, regia di Riccardo Ghione (1975)
- Lezioni di violoncello con toccata e fuga, regia di Davide Montemurri (1976)

### Televisione
- La sconcertante signora Savage, di John Patrick, regia di Guglielmo Morandi (1964)
- Le inchieste del commissario Maigret – serie TV, episodio L'ombra cinese (1966)
- Sherlock Holmes - L'ultimo dei Baskerville (dal romanzo Il mastino dei Baskerville di Conan Doyle), regia di Guglielmo Morandi – miniserie TV, trasmessa dal 15 novembre al 29 novembre 1968.
- Mancia competente, di Aladár László, regia di Guglielmo Morandi, 23 maggio 1969.
- Doppio gioco, regia di Anton Giulio Majano (1971)
- Il seduttore, di Diego Fabbri, regia di Flaminio Bollini (1971)
- L'altro  (Alexander Zwo) – miniserie TV (1972)
- Oro matto di Silvio Giovaninetti, regia di Raffaele Meloni (1972)
- Malombra – miniserie TV (1974)
- Il maggiore Barbara, regia di Maurizio Scaparro (1975)
- L'ultimo aereo per Venezia – miniserie TV (1977)
- Il fauno di marmo – miniserie TV (1977)
- Il prigioniero, regia di Aldo Lado – film TV (1978)
- Racconti di fantascienza – serie TV, episodio I sosia (1979)
- Anna Kuliscioff – miniserie TV (1981)
- Teresa Raquin – miniserie TV (1985)
- Silvia è sola, regia di Silvio Maestranzi – film TV (1988)
- Un posto freddo in fondo al cuore, regia di Sauro Scavolini – film TV (1992)
- A rischio d'amore, regia di Vittorio Nevano – film TV (1996)

## Doppiatrici italiane
- Adriana Asti in Le cameriere
- Mirella Pace in Pronto... c'è una certa Giuliana per te
- Laura Gianoli in La notte che Evelyn uscì dalla tomba